# Official Rock & Metal Chart
Le UK Rock and Metal Chart est un hit-parade hebdomadaire établi par The Official Charts Company (OCC) sur la base des ventes d'albums et de singles (vinyle, CD et numérique) au Royaume-Uni, dans les genres musicaux rock et metal.
Ce hit-parade a été créé en octobre 1994,.